# Nomarskijeva prizma
Nomarskijeva prizma je optična prizma, ki spada med polarizacijske optične prizme. Uporablja se v optičnih napravah kot polarizator. V resnici je samo modifikacija Wollastonove prizme.
Imenuje se po  poljskem fiziku Georgesu Nomarskem (1919 – 1997). 

## Zgradbe in delovanje
Podobno kot Wollastonova prizma je tudi Nomarskijeva prizma narejena iz dveh delov, ki sta zlepljena s kanadskim balzamom. 

## Uporaba
Nomarskijeva prizma se v glavnem uporablja za diferencialno-interferenčno-kontrastno mikroskopijo.